# 애드미럴티 하우스

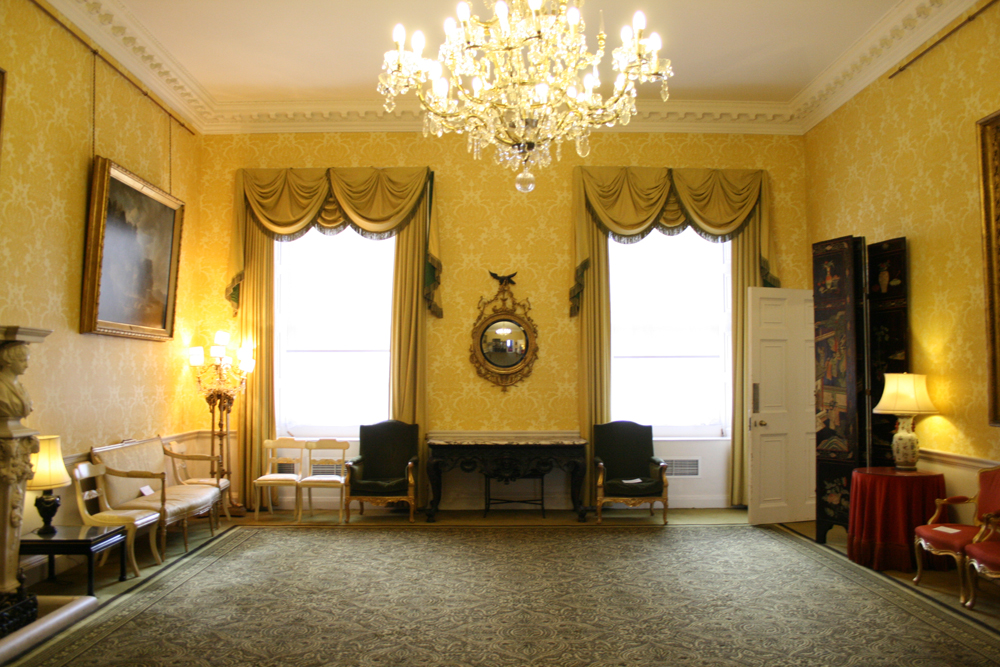
애드미럴티 하우스의 뮤직 룸

애드미럴티 하우스(영어: Admiralty House)는 영국 런던에 위치한 건축물이다. 영국 정부와 관청이 몰려 있는 화이트홀과 맞닿은 건물로, 영국 등록건축물 2급으로 지정되어 있다. 1788년에 완공되었으며, 1964년까지 제1해군장관 (First Lord of the Admiralty)의 관저로 사용되었다.
애드미럴티 하우스는 4층 규모의 빌딩으로 황색 벽돌로 지어졌다. 정면 외관은 3개의 널찍한 베이가 대칭을 이루는 구조이며 남쪽 끝에 작은 베이가 하나 덧붙여진 모습이다. 후면은 5개 베이 구조로 호즈 가드 퍼레이드와 면해 있으며, 구 해군본부 건물 코너 쪽에 1층 출구를 내었다.
애드미럴티 하우스 정면 쪽으로는 화이트홀로 이어진다. 본 입구는 리플리 코트야드 (Ripley Courtyard)라고 하는 안뜰 끝쪽에 있으며 옛 리플리 빌딩 부지를 가로질러 1-2층과 연결된다.

## 역사
건축가 로버트 테일러의 제자였던 새뮤얼 페피스 코커렐이 설계하였으며 1788년에 완공되었다. 당시 영국 해군 원수였던 비스카운트 하우가 본인이 쓸 작은 방 몇 개만 지어달라고 요청하면서 지어지게 되었으며, 하우 원수가 1782년부터 제1해군장관직에 오른 뒤로 1964년까지 제1해군장관의 공식 관저로 쓰였다. 제1해군장관 외에도 다우닝가 10번지가 리모델링 공사를 거칠 때마다 영국 총리의 관저로 삼기도 했다.
윈스턴 처칠 수상의 경우 제1해군장관을 1911년~1915년과 1939년~1940년 두 차례 역임했기 때문에 애드미럴티 하우스에도 두 번 머물렀다. 미국의 존 F. 케네디 대통령이 영국을 방문해 해롤드 맥밀런 총리와 공산화 문제를 논의할 때에도 쓰이기도 했다. 2010년 정부 내각 구성을 놓고 보수당과 자유민주당 관계자가 협상에 나섰을 때 회의장으로 쓰이기도 했다. 현재는 정부 관계자용 방과 장관용 숙소도 마련되어 있는 상태다.
애드미럴티 하우스 자체는 옛날 영국 해군 본부 건물 중 하나였기 때문에, 그보다 더 잘 보이는 리플리 빌딩 (1726년 완공), 애드미럴티 익스텐션 건물 (1904년 완공), 애드미럴티 아치 (1910년 완공)와 헷갈려 하는 사람들이 많다.

## 같이 보기
- 화이트홀